# Tibidabo
|  | Per a altres significats, vegeu «Parc d'Atraccions Tibidabo». |

El Tibidabo és una muntanya de la serra de Collserola, amb el cim més alt de 516,2 m d'altitud, situada a l'oest del municipi de Barcelona, al barri de Vallvidrera, Tibidabo i les Planes (districte de Sarrià - Sant Gervasi). En el mateix cim hi ha un parc d'atraccions i el Temple Expiatori del Sagrat Cor.

## Topònim

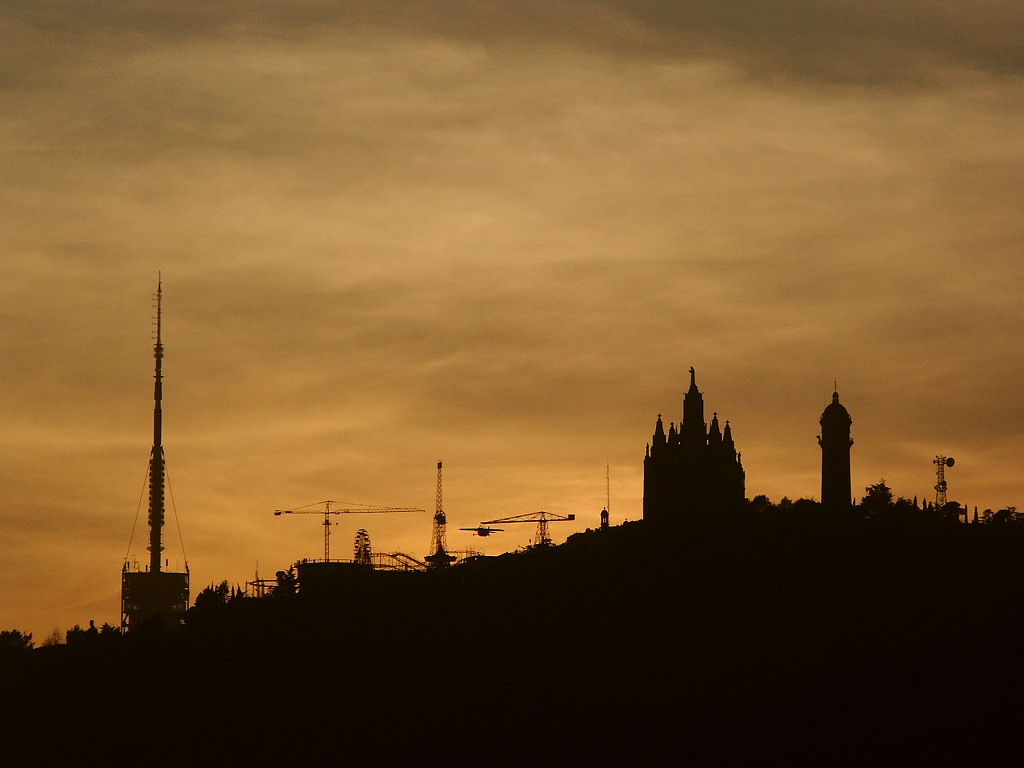
El Tibidabo al capvespre

Antigament el nom era Puigserola o Puig de l'Àliga, nom que venia del llatí Podium Aquilae que sembla que ja li havien posat els romans, i que es referia a la gran vista que oferia el cim de la muntanya i que deixava albirar fins i tot la serra de Tramuntana de Mallorca els dies de cel clar. L'origen del topònim Tibidabo és incert, però podria ser de la mateixa època que altres topònims religiosos de Barcelona, com ara Vall d'Hebron i Mont Carmel. «Tibi dabo», en llatí, vol dir «et donaré», i és una expressió dels Evangelis, en la Bíblia. Quan Satanàs porta Jesús a un mont molt alt, i per a temptar-lo, li mostra tots els reialmes del món, dient-li: «Tot això que veus et donaré si, prostrant-te, m'adores» o, en llatí i segons la Vulgata Clementina vigent en l'època de la formació del topònim o del relat que se'n fa, hæc omnia tibi dabo, si cadens adoraveris me (Mateu, 4:9). Una explicació popular vol que, al segle xvii, un rei va visitar el cim de Collserola i fou esbalaït davant la panoràmica que es dominava d'aquell punt estant: la ciutat de Barcelona, els pobles de la rodalia, el port i la mar. Aquella visió li va recordar el mencionat passatge evangèlic, cosa que va compartir amb els que l'acompanyaven.
Una altra versió és que el nom «Tibi dabo» l'hi donaren els monjos del Monestir de Sant Jeroni, a l'Edat mitjana, al segle xvi. El monestir estava situat on hi ha la benzinera de la carretera de la Rabassada, del qual ja no es pot trobar més que restes d'un petit mur dels laterals a la banda de la carretera. Els monjos haurien agafat la muntanya del Tibidabo com a referència per al passatge de l'Evangeli segons Mateu narrat anteriorment i el traslladaren a la muntanya interpretant que el diable temptà Jesús mostrant-li tota la plana barcelonina.
Altres topònims Tibidabo a Catalunya són: la costa del Tibidabo, al Berguedà; el Tibidabo, a l'Alt Penedès, i el turó del Tibidabo, al Segrià.

## Parc d'atraccions

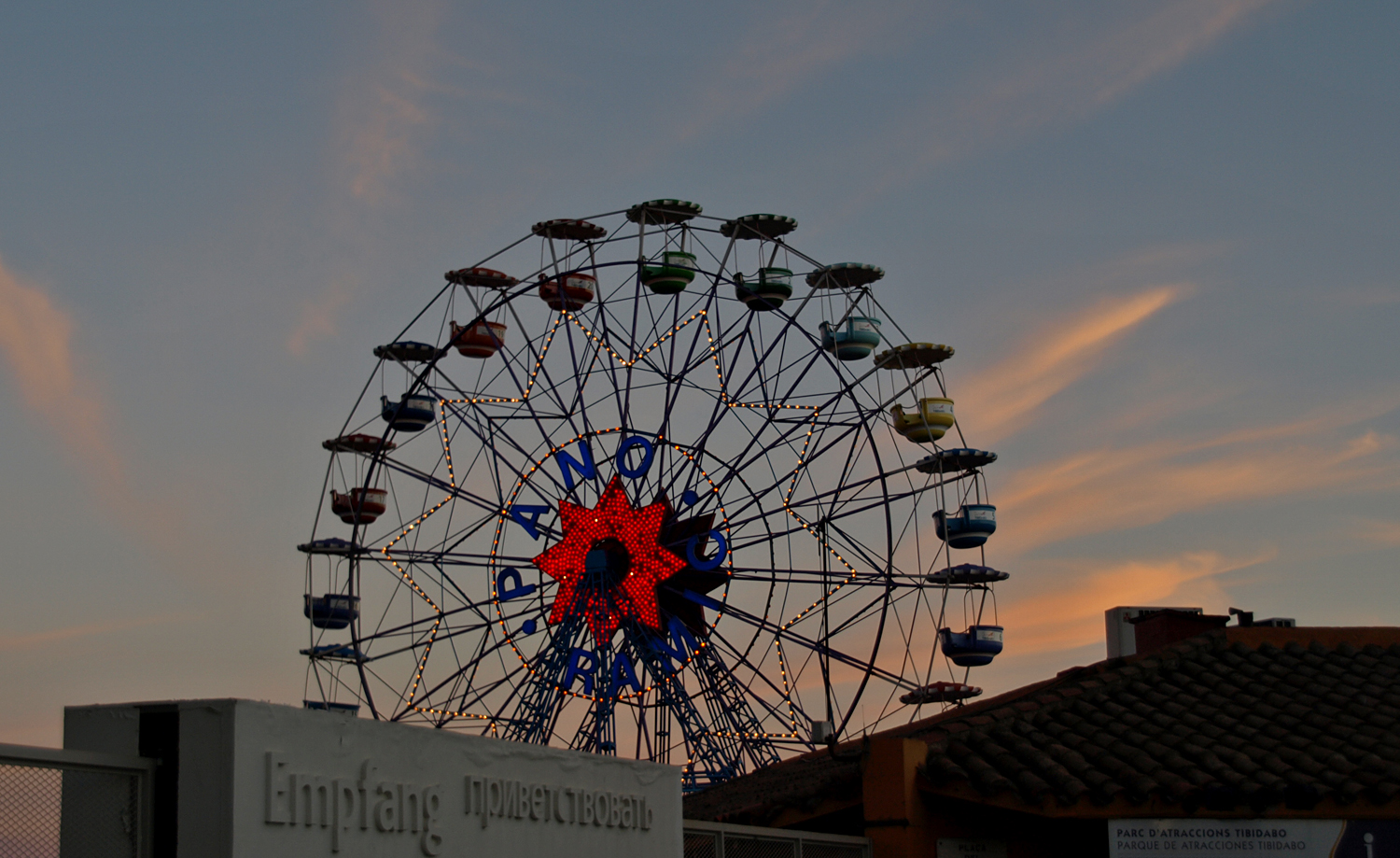
Parc d'atraccions del Tibidabo

El parc d'atraccions, que comprèn prop de 7 hectàrees, va ser construït per Salvador Andreu, el farmacèutic de les «pastilles del Dr. Andreu». Va ser inaugurat l'any 1899 i dos anys més tard, el 1901, entrà en funcionament el Tramvia Blau i el Funicular. Entre les atraccions històriques es conserva l'avió que data del 1928, i que és una rèplica del model que va fer el primer viatge entre Barcelona i Madrid. Després d'una llarga crisi econòmica i de gestió, l'Ajuntament es va convertir en el propietari, l'any 2000. Dins del parc hi ha un mirador amb una excel·lent panoràmica sobre Barcelona, i la Col·lecció de Marionetes Herta Frankel.
Durant l'any 2007 l'Ajuntament de Barcelona volia ampliar el parc d'atraccions cosa que implicava la tala d'alzines, foment del transport privat i més vials. Tot plegat va fomentar l'oposició de part de la ciutadania que consideraven que es troba en greu perill i pendent que sigui declarada parc natural.

## Sagrat Cor

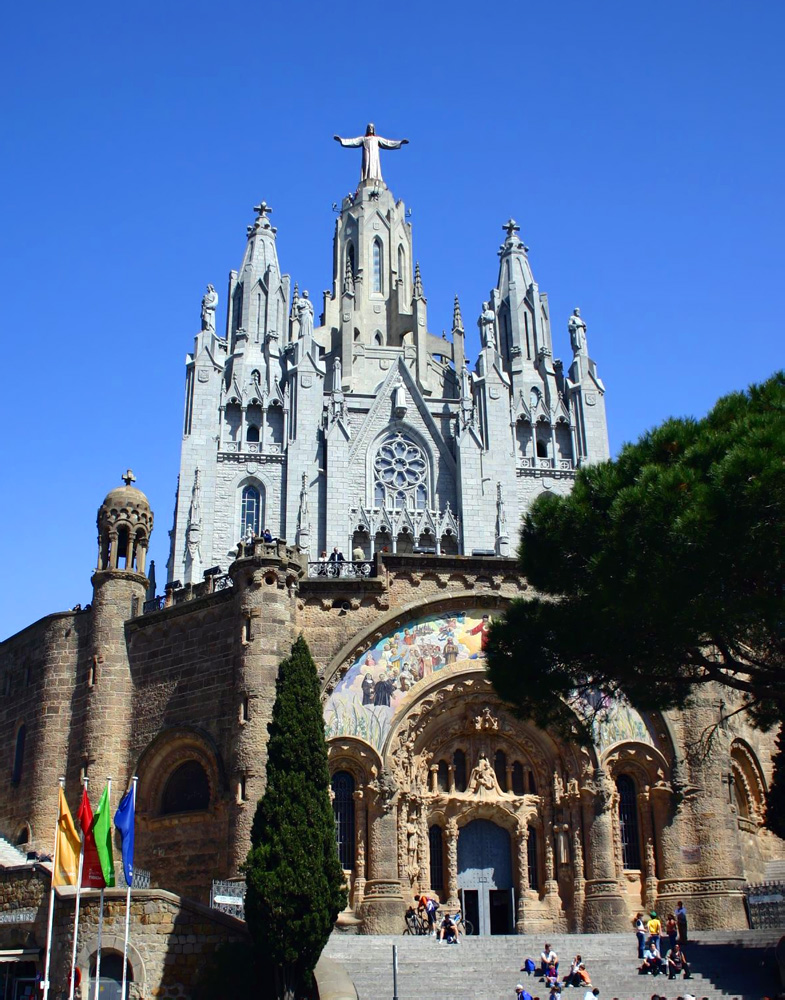
El Sagrat Cor

Inicialment era una ermita aixecada pels salesians, inaugurada el 1886 durant la visita de Sant Joan Bosco a Barcelona. La construcció del Temple del Sagrat Cor, projectat per Enric Sagnier, es va iniciar any 1902 i es va acabar el 1961. És un edifici monumental d'estil neogòtic i coronat per una estàtua de bronze del Sagrat Cor. Un ascensor permet pujar a la part superior del temple, situada a 575 metres sobre el nivell del mar, des d'on es pot gaudir d'una vista de Barcelona.
El temple expiatori del Sagrat Cor està carregat de molts detalls, simbolisme i història. És obra de l'arquitecte modernista Enric Sagnier, i el va acabar el seu fill Josep Maria Sagnier i Vidal. L'obra va començar el 28 de desembre de 1902 i es va acabar l'any 1961. Per aquest treball el papa Pius XI li va donar el títol de marquès a Enric Sagnier el 1923.
Abans de la construcció del temple, al cim hi havia una petita capella, que encara existeix al costat del temple, aixecada l'estiu de 1886 per commemorar la vista de Sant Joan Bosco a Barcelona, a qui van regalar el terreny del cim. Actualment el temple pertany a la Congregació[quina congregació?].
Cal distingir tres parts clarament: la cripta edificada amb pedra de color marró; l'església damunt la cripta, amb pedra de color gris de Girona, i la imatge de coure en la part superior. Tres parts, per a una explicació simbòlica de purificació: pecat en el vall als peus de l'edifici; una cripta pesada i fortificada amb arcs bizantins, símbols terrenals; un temple neogòtic àgil, purificat, ordenat, polit, senzill i per damunt de tot, més pur encara, el coure de la imatge del Sagrat Cor amb els braços oberts com a pont entre el cel i la terra.
La cripta té dues entrades: una porta lateral i una de principal. La porta lateral (mirant l'edifici en el costat esquerre sota l'escala) porta a l'ascensor que puja al mirador superior, situat a 539 m, on hi ha els dotze apòstols de color gris com l'església, tres a cada costat d'un edifici quadrat. La porta principal té una àmplia escalinata als peus. Conté moltes figures, cadascuna amb una història. Per exemple, sobre les portes hi ha les imatges dels quatre capitells en pedra del lleó, el bou, l'àngel i l'àguila, que representen els quatre evangelistes.
Al centre de les portes hi ha una escultura de San Jordi amb armadura, el vencedor de la lluita amb el drac. A la dreta de la porta principal, per l'exterior, hi ha unes àmplies escales, que condueixen a la diminuta ermita primitiva que data de 1886. Va ser costejada per la dama barcelonina Dorotea de Chopitea i es troba en el punt més alt de la muntanya, amb una imatge del Sagrat Cor al seu interior, així com a la primera entrada principal de la basílica.

## Edificacions del cim

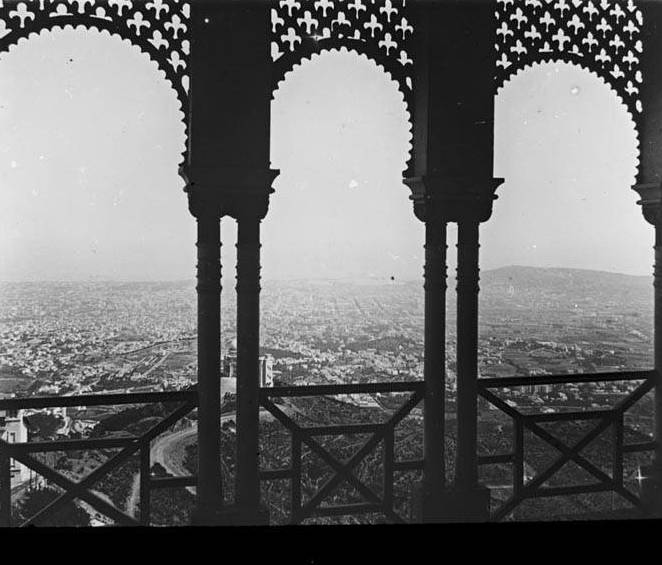
Barcelona des d'un mirador del Tibidabo, al 1900

Al cim del Tibidabo hi ha diversos edificis, entre els quals destaca el Temple Expiatori del Sagrat Cor. Aquesta església, pel disseny la ubicació, i per descomptat el seu nom, recorden a la Basílica del Sacré Cœur del barri parisenc de Montmartre.
El Parc d'Atraccions del Tibidabo data de 1899 i això ho converteix en un referent històric de la ciutat, ja que és el primer parc d'atraccions d'Espanya i el segon més antic d'Europa. No obstant això, ha sabut adaptar-se al pas del temps adequant l'oferta a les noves generacions, però sempre va conservar sempre la singularitat de parc familiar i potenciar el seu caràcter educatiu. El Parc d'Atraccions Tibidabo ofereix avui a professors, educadors i famílies una proposta didàctica, a partir d'una visita al parc, com a eina de suport a la labor docent.
La Torre de Collserola, una moderna antena de telecomunicacions dissenyada per Norman Foster i inaugurada el 1992 amb motiu dels Jocs Olímpics de Barcelona 1992, i que compta amb un mirador en el seu cim. Té 268 m d'altura i està situada al turó de Vilana (Vallvidrera).

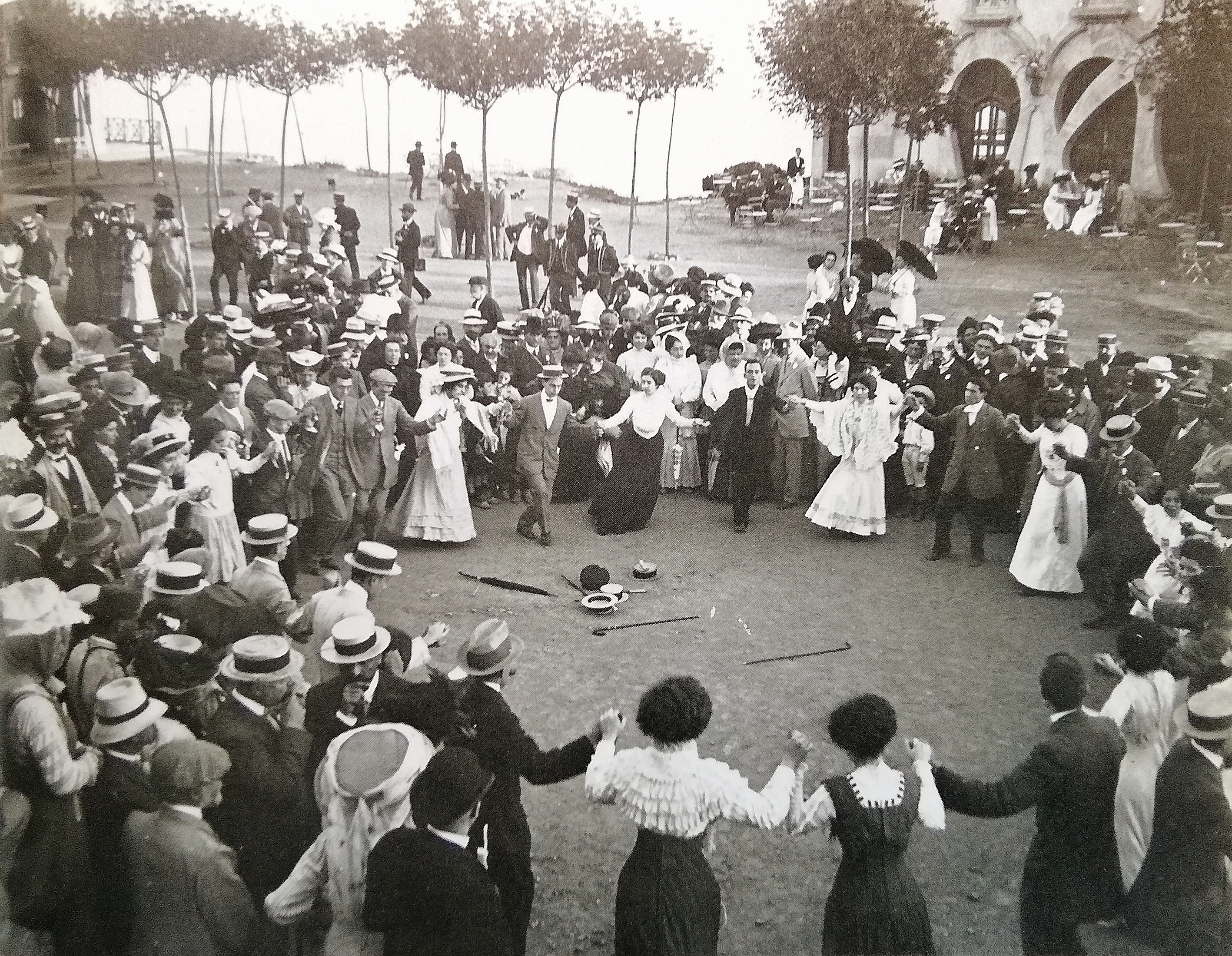
Aplec de sardanes al Tibidabo cap a l'any 1910

El pavelló de Ràdio Barcelona, la primera emissora de ràdio que va funcionar a Espanya. És una petita obra racionalista construïda entre 1926 i 1929 per l'arquitecte Nicolau Maria Rubió i Tudurí. Constitueix el primer exemple de racionalisme arquitectònic.
L'hotel Florida, de color blanc, inspirat en l'arquitectura americana de la dècada de 1920. Va ser construït el 1925 per l'arquitecte Ramon Reventós i Farrarons, amb pintures en el seu interior de Joan Trujols.
La Torre Pastor de Cruïlles, edifici inspirat en l'arquitectura tradicional, projectat per l'arquitecte Josep Puig i Cadafalch en 1908. És de color gris fosc i té una torre quadrada en una de les seves cantonades (al costat de la carretera).
La Torre de les Aigües de Dos Rius, segons un projecte de l'arquitecte Josep Amargós i Samaranch de 1905, d'inspiració renaixentista. És cilíndrica, de maó i pedra natural i està coronada per una cúpula semiesfèrica que conté el dipòsit d'aigua, de 200 m3. Té una altura de 53 m. Es va construir per proveir d'aigua la colònia del Doctor Andreu. Està al catàleg del Patrimoni Arquitectònic de Barcelona.

## Observatori Fabra

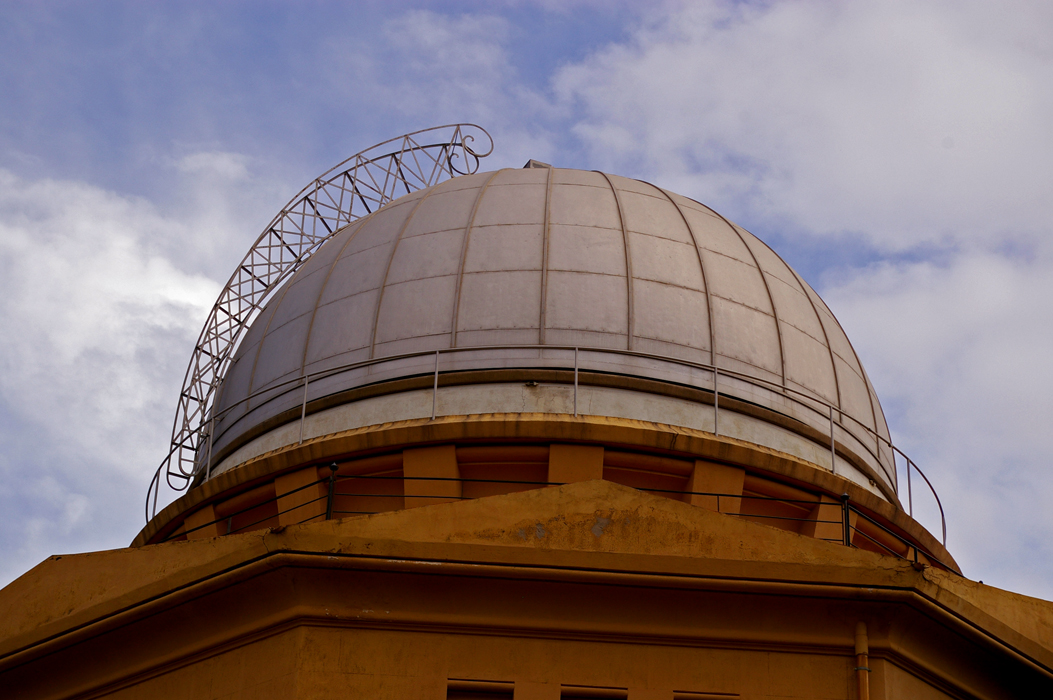
L'Observatori Fabra

L'Observatori Fabra, prop del cim del Tibidabo, és un observatori astronòmic obra de Josep Domènech i Estapà. Va ser construït el 1901 per iniciativa de Camil Fabra, marquès d'Alella. Al costat hi ha l'edifici on hi havia hagut el laboratori de física experimental Mentora Alsina, creat per l'industrial barceloní Ferran Alsina.

## Transport

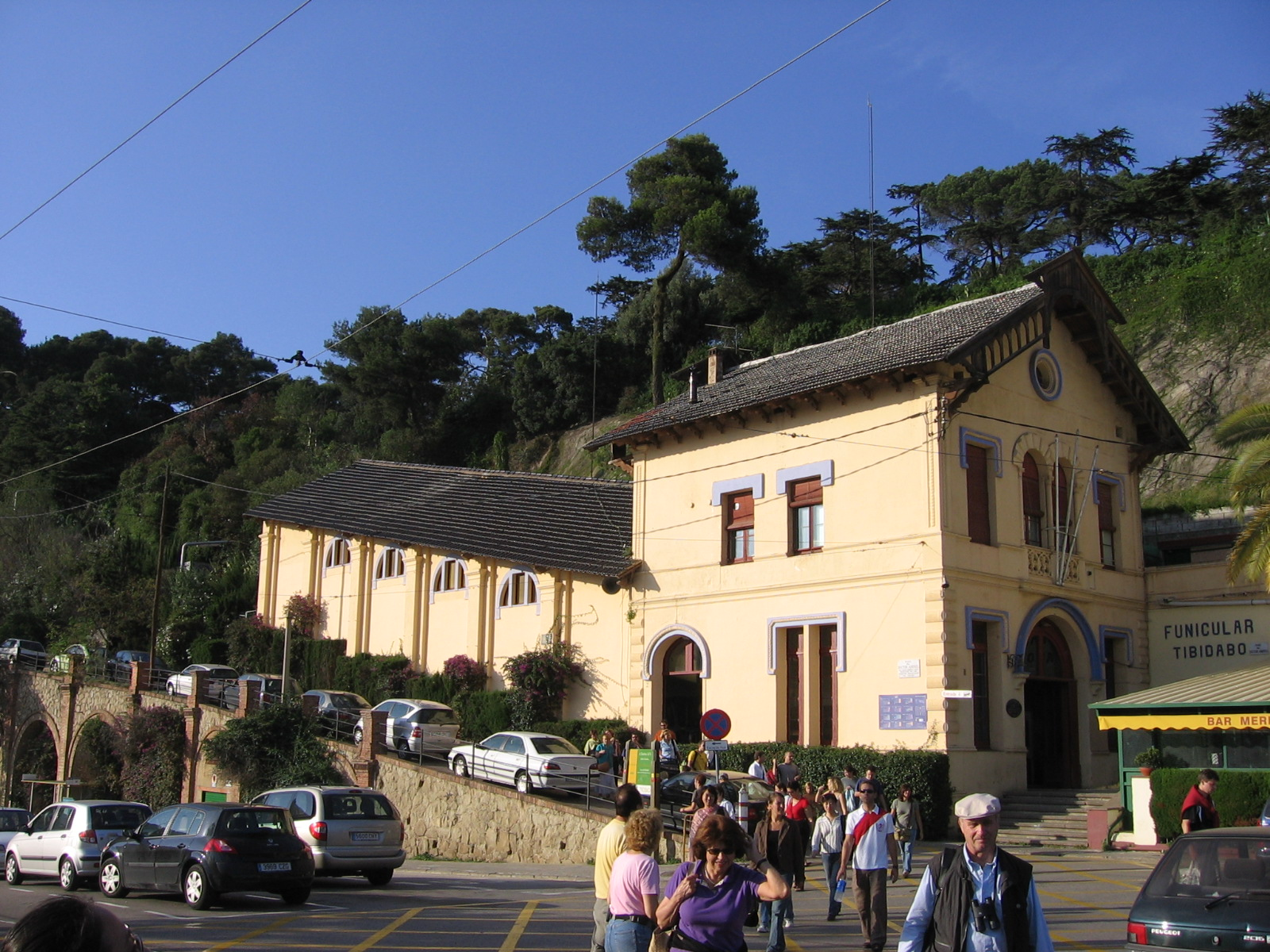
El funicular del Tibidabo

Es pot accedir al Tibidabo en vehicle privat i en transport públic: autobús o el funicular. Dos autobusos porten a l'estació del funicular: el Tibibus T2C, des de la plaça Kennedy, i el Tibibus T2B, des de l'aparcament B:SM Sant Genís, situat davant del recinte de l'Hospital Universitari Vall d'Hebron.

## Cultura popular
El Tibidabo de Barcelona és mencionat diverses vegades en el capítol 4t de la 8a temporada de la sèrie estatunidenca Friends.